# Montura, Florida
Montura, Florida (енгл. Montura) насељено је место без административног статуса у америчкој савезној држави Флорида.

## Демографија
По попису из 2010. године број становника је 3.283.
| Група             | 2000.    | 2010.         |
| Белци             | 0 (0,0%) | 891 (27,1%)   |
| Афроамериканци    | 0 (0,0%) | 70 (2,1%)     |
| Азијати           | 0 (0,0%) | 18 (0,5%)     |
| Хиспаноамериканци | 0 (0,0%) | 2.269 (69,1%) |
| Укупно            | 0        | 3.283         |